# Ја сам ја
Ја сам ја је био песма-пародија који су Индексово радио-позориште објавили за време НАТО агресије 1999. године.
Песма се састоји у имитирању светских политичара који су имали улогу у НАТО бомбардовању. Међу њима су Бил Клинтон (представљен као „Дивљи Бил"), Тони Блер, Хашим Тачи, Жак Ширак, Герхард Шредер, Борис Јељцин, Киро Глигоров и Робин Кук ("Робин Хик Кук"), који певају уз музику старе народне песме Ја сам ја, Јеремија.
Индексово позориште је такође снимило песму Они су они, која представља наставак песме Ја сам ја, као и Ми смо ми, која пародира личности са српске политичке сцене.